# ディミトリ・マーティン
ディミトリ・マーティン（Demetri Martin,  1973年5月25日 - ）は、アメリカ合衆国のコメディアン、俳優、ミュージシャンである。

## 来歴
1973年、ニューヨーク州ニューヨーク市生まれ。ギリシャ系の家庭だった。その後、ニュージャージー州で育ち、1995年にイェール大学を卒業した。スタンダップ・コメディアンとしてキャリアをスタートさせ、ケーブル・チャンネルコメディ・セントラルの番組に出たことから徐々にその才能が認知され始め、コナン・オブライエンが司会を務める人気深夜トーク番組『レイト・ナイト・ウィズ・コナン・オブライエン』にライターとして参加。コメディアンとしての才能を裏方として支え、2005年に同番組で全米脚本家組合賞を受賞している。2006年にはコメディアルバム『These Are Jokes』を発売。2011年には『This Is a Book』という本も発売してコメディアンとしての地位を確立させた。
一方で2002年にロバート・デ・ニーロとビリー・クリスタルが主演の『アナライズ・ミー』で映画デビュー。俳優としての活動の場も切り開き、アン・リー監督が実話をベースに作った『ウッドストックがやってくる』ではニューヨークの片田舎で安宿を営むイメルダ・スタウントンらが演じる貧乏家族の一人息子を演じた。その後もコメディアン、俳優として順調にキャリアを重ねている。

### 私生活
2012年にRachael Beameと結婚している。

## 出演作品

### 映画
- アナライズ・ミー Analyze That (2002)
- ROCKER 40歳のロック☆デビュー The Rocker (2008)
- ウッドストックがやってくる Taking Woodstock (2009)
- 恋する履歴書 Post Grad (2009)
- パーティー・ナイトはダンステリア Take Me Home Tonight (2011)
- コンテイジョン Contagion (2011)
- 私にだってなれる! 夢のナレーター単願希望 In a World... (2013)
- Sequoia (2014)

### テレビドラマ
- The Pavement (2003)
- Flight of the Conchords (2007)

### テレビ番組
- ディミトリ・マーティンの考えすぎる人 Demetri Martin: The Overthinker (2018)